# Molokai
Molokai o Molokaʻi es una de las islas Hawái. Está situada a 40 km al este de Oʻahu, separada por el canal Ka-iwi, y al norte de Lānaʻi, separada por el canal Kalohi. Administrativamente Molokai depende del condado de Maui, excepto la península de Kalaupapa que forma el condado de Kalawao. Es la quinta isla en tamaño.

## Geografía
La isla está formada por dos volcanes, el East Molokaʻi y el más pequeño West Molokaʻi. Tiene una superficie total de 673,44 km². El punto más alto es el Mauna Kamakou en el East Molokaʻi, con 1515 metros sobre el nivel del mar.
El volcán East Molokaʻi y el Koʻolau en Oʻahu, son todo lo que queda de la mitad sur de la montaña original. La mitad norte sufrió un colapso catastrófico hace 1,5 millones de años y se encuentra hundida hacia el norte, bajo el Océano Pacífico. Lo que se mantiene en la isla son los acantilados costeros más altos del mundo, con una altitud de 1010 metros. En la película Parque Jurásico III aparecen imágenes de los mismos.
En la costa sur de Molokaʻi se encuentran los arrecifes de coral más largos de los EE. UU., con una longitud de casi 40 km.
La playa de Pāpōhaku en la costa oeste de la isla, es la más larga de las islas Hawái.

## Demografía
La población es muy diversa, pero con un gran porcentaje de ascendencia hawaiana. La población total, en el censo del 2010, era de 7345 habitantes. Moloka'i tiene el índice de paro más elevado de Hawái.
La única ciudad de la isla es Kaunakakai con 3425 habitantes (censo de 2010), que además posee un puerto. El aeropuerto está en West Molokaʻi.

## Historia

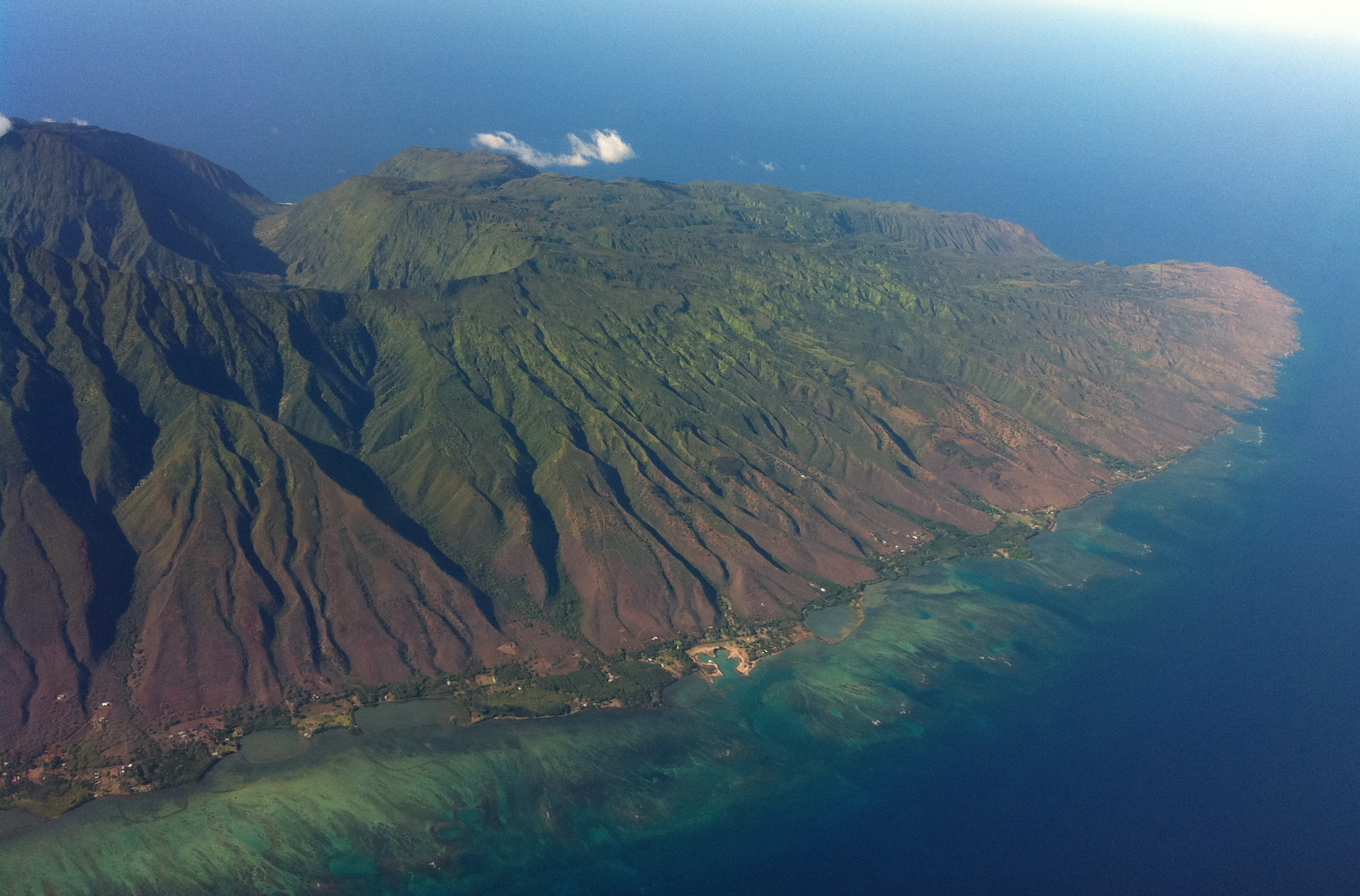
Punta este de Molokaʻi.

Las primeras colonias en Molokai se fundaron alrededor del 650 a. C., seguramente provenientes des las Islas Marquesas y, más tarde, desde Tahití y otras islas del Pacífico Sur.
En noviembre de 1778, el capitán James Cook descubrió la isla en su primer viaje a las Islas Sándwich pero, recién entrado el 1786, el capitán George Dixon ancló en la costa de Molokaʻi, siendo el primer europeo en poner pie en la isla.
Rey Kamehameha I, primer rey de Hawái, conquistó la isla en 1795.
A mediados del siglo XIX los nativos hawaianos se vieron afectados por enfermedades que, inadvertidamente, introdujeron los inmigrantes europeos y asiáticos. Miles murieron por la gripe, la sífilis, la lepra y por otras enfermedades que nunca antes los habían afectado.
La lepra fue introducida en el archipiélago de Hawái por los chinos que venían a trabajar en los campos de azúcar. Temeroso de que se esparciera la plaga de lepra, el rey Kamehameha IV segregó a los leprosos del reino, trasladándolos a una colonia establecida para ellos en la isla de Molokaʻi. La villa de Kaulapapa fue el lugar escogido para aislar a los leprosos. Los primeros exiliados fueron abandonados en la isla en 1866.
En 1873 arribó el Padre Damián, el misionero católico belga Jozef van Veuster Wouster, que se dedicó a la cura de los enfermos durante 16 años hasta que, en 1889, murió afectado de lepra como era de esperar, dado su carácter contagioso.